# Studierendenwerk Koblenz
Das Studierendenwerk Koblenz ist eine Anstalt öffentlichen Rechts (AöR) des Landes Rheinland-Pfalz. Zu seinen gesetzlichen Aufgaben nach §§ 112–116 HochSchG gehört die „soziale Betreuung, sowie die wirtschaftliche und kulturelle Förderung“ der Studierenden an den Hochschulstandorten Koblenz, Höhr-Grenzhausen und Remagen.

## Betreute Hochschulen
Zum Tätigkeitsbereich des Studentenwerks zählen der Campus der Universität Koblenz sowie alle drei Campus der Hochschule Koblenz. Im Wintersemester 2017/2018 gab es an diesen Standorten insgesamt rund 18.400 Studierende.

## Einrichtungen
Das Studierendenwerk betreibt in Koblenz zwei Wohnanlagen für Studierende in Metternich bzw. auf der Karthause mit insgesamt 404 Plätzen, hinzu kommt eine Wohnanlage in Remagen  mit 102 Plätzen. In Koblenz und Remagen werden insgesamt drei Kindertagesstätten mit zusammengenommen 12 Gruppen und 146 Plätzen betrieben. Außerdem betreibt das Studierendenwerk die Hochschulgastronomie an allen Standorten in Form von Mensen und Cafeterien sowie einem Bistro am Campus der Universität.

## Weitere Aufgaben
Neben den genannten Einrichtungen werden folgende Dienstleistungen angeboten:
- Vermittlung von privatem Wohnraum
- Studienfinanzierungsberatung (KfW-Darlehen, Bildungskredit, Flexi-Darlehen)
- Beratung im Studierendenwerk
- Betreuung und Unterstützung ausländischer Studierender
- Ausgabe des internationalen Studierendenausweises (ISIC)
- Förderung studentischer Kulturaktivitäten
- Sonstige Serviceangebote (Rechtsberatung, Umzugswagen „StudiMobil“…)

## Struktur
Organe des Studierendenwerks sind der Verwaltungsrat und die Geschäftsführerin.
Der Verwaltungsrat berät und entscheidet in allen Angelegenheiten von grundsätzlicher Bedeutung, insbesondere über den jährlichen Wirtschaftsplan. Weitere wichtige Aufgaben sind die Beschlussfassung über die Satzung sowie Erlass und Änderung der Beitragsordnung.
Dem Verwaltungsrat des Studierendenwerks gehören stimmberechtigt drei Professoren, vier Studierende, ein Vertreter des öffentlichen Lebens und (im Wechsel) der Kanzler der Universität bzw. der Hochschule an.
Die Geschäftsführerin vertritt das Studierendenwerk nach außen und führt die laufenden Geschäfte.

## Finanzierung
Das Studierendenwerk finanziert sich im Wesentlichen aus drei Quellen:
- eigene Leistungsentgelte – insbesondere aus der Hochschulgastronomie sowie den Wohnanlagen
- Sozialbeiträge der Studierenden und
- Zuschüsse des Landes Rheinland-Pfalz